# Seznam zápasů československé a rumunské hokejové reprezentace
Seznam zápasů československé a rumunské hokejové reprezentace uvádí data, výsledky a místa konání vzájemných zápasů hokejových reprezentací Československa a Rumunska.

## Lední hokej na olympijských hrách
| Datum utkání | Výsledek | Rok  | Místo       | Branky Československa                                                          |
| ------------ | -------- | ---- | ----------- | ------------------------------------------------------------------------------ |
| 16. 2. 1980  | 7 : 2    | 1980 | Lake Placid | 2x Peter Šťastný, 2x Vincent Lukáč, Arnold Kadlec, Milan Nový, Jaroslav Pouzar |

## Mistrovství světa v ledním hokeji
| Datum utkání | Výsledek | Rok  | Místo | Branky Československa |
| ------------ | -------- | ---- | ----- | --- |
| 18. 2. 1933  | 8 : 0    | 1933 | Praha | 5x Josef Maleček, Alois Cetkovský, Karel Hromádka, Tomáš Švihovec                                                                                |
| 20. 1. 1935  | 4 : 2    | 1935 | Davos | 3x Oldřich Kučera, Josef Maleček |
| 15. 2. 1947  | 23 : 1   | 1947 | Praha | 8x Vladimír Zábrodský, 5x Jaroslav Drobný, 4x Stanislav Konopásek, 2x Ladislav Troják, Josef Kus, Karel Stibor, Vilibald Šťovík, Josef Trousílek |
| 24. 4. 1977  | 13 : 1   | 1977 | Vídeň | 3x Eduard Novák, 2x Ivan Hlinka, 2x Marián Šťastný, Jaroslav Pouzar, Jiří Novák, Bohuslav Ebermann, Jiří Holík, Vladimír Martinec, Peter Šťastný |

## Ostatní zápasy
| Datum utkání | Výsledek | Zápas     | Místo                  | Branky Československa |
| ------------ | -------- | --------- | ---------------------- | --------------------- |
| 11. 2. 1937  | 1 : 0    | přátelsky | Praha                  |                       |
| 13. 3. 1962  | 11 : 0   | přátelsky | Bukurešť               |                       |
| 5. 8. 1967   | 11 : 0   | přátelsky | Garmisch-Partenkirchen |                       |

## Celková bilance vzájemných zápasů Československa a Rumunska
| Zápasy | Výhry | Remízy | Prohry | Skóre |
| ------ | ----- | ------ | ------ | ----- |
| 8      | 8     | 0      | 0      | 78:6  |